# AirTag
Bei einem AirTag handelt es sich um ein von Apple entwickeltes kleines, scheibenförmiges Ortungsgerät, das am 20. April 2021 im Rahmen eines Events angekündigt und vorgestellt wurde. Ein AirTag ist so konzipiert, dass es wie ein Schlüsselfinder fungiert und somit dabei hilft, Schlüssel und andere Gegenstände mithilfe der Ultrabreitband-Technik (UWB) zu finden. Durch die Nutzung des eingebauten U1-Chips im iPhone 11 oder höher können Nutzer Gegenstände über UWB mit der „Genauen Suche“ aufspüren. AirTag wird auf allen Geräten unterstützt, auf denen iOS/iPadOS 14.5 oder höher installiert ist. Sie sind seit dem 30. April 2021 einzeln oder als mehrteiliges Set erhältlich.

## Technische Daten
Ein AirTag ähnelt einer Münze und ist bei einem Durchmesser von 31,9 mm und 8 mm Dicke nur wenig größer. Es wiegt 11 g und enthält eine austauschbare CR2032-Knopfzelle. Die Kommunikation funktioniert über Bluetooth. Die Bluetooth-Kennung wird dabei regelmäßig geändert, um sich nicht selbst durch Fremde ortbar zu machen. Apple setzt dazu gemeinsam mit Google für deren Android-Betriebssystem auf den „Detecting Unwanted Location Trackers (DULT)“ Standard. Dieser Standard sieht vor, dass sich die Bluetooth-MAC-Adresse des Trackers alle 15 Minuten ändert, wenn der Tracker in der Reichweite des Besitzers ist. Gleichzeitig ist ein Bit in den Bluetooth-Daten gesetzt, welches signalisiert, dass der Besitzer in der Nähe ist, um Warnungen vor fremden Trackern zu unterdrücken. Ist der Tracker außerhalb der Reichweite, ändert sich diese nur alle 24 Stunden. Durch dieses Design kann erkannt werden, wenn derselbe Tracker über einen längeren Zeitraum in der Nähe erkannt wird.
AirTags sind nach IP67 vor Spritzern, Wasser und Staub geschützt und können bis zu 30 Minuten lang einen Meter tief unter Wasser bleiben.
Die Knopfzelle hält ca. 1 Jahr. Bevor sie vollständig entladen ist, sendet sie an alle mit dem Apple Account verbundenen Geräte eine Benachrichtigung.

## Einsatzzweck
Es ist für Apples „Wo-ist?“-Netzwerk konzipiert und dient als Anhänger, um Gegenstände wie Schlüssel, Rucksäcke oder Brieftaschen überall auf der Welt im Blick zu behalten, da sie via Bluetooth mit iPhones, iPads und Macs auch von anderen Nutzern in Verbindung stehen und darüber zu finden sind. Über den von Apple entwickelten U1-Chip lässt sich auch die genaue Distanz und Richtung zum gesuchten AirTag anzeigen (in Verbindung mit einem iPhone 11 oder neuer).
Jedes AirTag ist mit einem Apple Account verbunden. Ein Apple Account kann mit bis zu 32 AirTags gekoppelt werden.

## Missbrauch und Strafbarkeit
Die AirTags können auch missbraucht werden. So ist es möglich, Personen ohne ihr Wissen metergenau zu verfolgen. Wenn die überwachende Person und die überwachte Person im selben Haushalt wohnen, wird kein Alarm ausgelöst. Damit kann die überwachte Person gestalkt werden. Auch wird ein Alarm nur an Apple-Geräte gesendet; Personen ohne Apple-Geräte erhalten keine Warnung. Das akustische Warnsignal lässt sich einfach manipulieren. Die Juristinnen Lena Leffer und Michelle Weber kamen 2022 in einem Fachbeitrag für Legal Tribune Online zu dem Ergebnis, dass ein heimliches Tracking mittels AirTags in Deutschland nicht strafbar ist.
Des Weiteren wird berichtet, dass Autos mit AirTags getrackt werden, um Diebstähle besser vorzubereiten, allerdings lassen sie sich durch die Nutzung auch besser verhindern.
Ende 2021 veröffentlichte Apple im Google Play Store eine App namens Tracker Detect, die Nutzern von Android 9 oder höher helfen soll, unbekannte AirTags in ihrer Nähe zu entdecken, die sich in einem „verlorenen“ Zustand befinden und möglicherweise für böswillige Verfolgungszwecke verwendet werden.
In den USA wurden zwischen August 2021 und April 2022 150 Fälle von Stalking, Raubfällen oder Diebstählen gemeldet, denen ein Missbrauch von Airtags zugrunde lag.
Kurz nach der Markteinführung war es deutschen Sicherheitsforschern gelungen, die Mikrocontroller der AirTags zu hacken und deren Software zu modifizieren. Damit waren unter anderem die Firmware und weitere wichtige Daten auslesbar. Ebenso war ein Überschreiben der Firmware möglich.
Um Stalking besser verhindern zu können, haben sich Apple und Google verständigt, ihre Betriebssysteme iOS und Android anzupassen und „branchenübergreifende Maßnahmen“ zu ergreifen. Dazu wurde auch das National Network to End Domestic Violence konsultiert. Die Maßnahmen werden nicht vor 2024 in die Betriebssysteme integriert. Hierzu wurde der Standard „Detecting Unwanted Location Trackers (DULT)“ entwickelt (siehe auch AirTag#Technische Daten). Neben der Benachrichtigung über einen unbekannten Tracker sieht dieser unter anderem vor, dass mindestens 25 Tage lang, nachdem der Besitzer den Tracker aus seinem Konto gelöscht hat, die Zuordnung von Tracker und Besitzer weiterhin gespeichert wird. Danach soll sie gelöscht werden. Auch müssen Informationen verfügbar sein, wie der jeweilige Tracker deaktiviert werden kann. Aktuell lassen sich keine Informationen darüber finden, nach welchem Zeitraum eine Warnung erscheint, wenn sich ein fremder Tracker mit einem mitbewegt, insbesondere wenn eine manipulierte Firmware installiert ist, die das Bit, dass der Besitzer in der Nähe sei, dauerhaft setzt. Dadurch sind einige Schlupflöcher denkbar, die trotzdem eine unbemerkte Überwachung lange unbemerkt bleiben lassen. Interessant wird, wie Apple darauf reagiert, ohne zu viele Fehlalarme zu produzieren.